# ريال سوسيداد ديبورتيفا الكالا
ريال سوسيداد ديبورتيفا الكالا (بالإسبانية: Real Sociedad Deportiva Alcalá)‏ هو نادي كرة قدم إسباني من ألكالا دي إيناريس يلعب في الدوري الإسباني الدرجة الثانية. تم تأسيس النادي في عام 1929م.

## وصلات خارجية
- الموقع الرسمي باللغة الإسبانية